# Avio (entreprise)
Pour les articles homonymes, voir Avio.
Avio S.p.A. est une entreprise aérospatiale italienne qui opère dans le secteur des lanceurs et de la propulsion appliquée aux systèmes de lancement, aux missiles et aux satellites. La société est notamment connue pour sa participation au programme spatial Vega, la fusée de l'ESA (Agence spatiale européenne) pour charges légères, dont elle est le maître d'œuvre, et au programme Ariane, le plus grand lanceur de satellites d'Europe, dont elle est le fournisseur.
Depuis le 10 avril 2017, Avio est une société cotée à la Bourse italienne à la suite de l'agrégation avec Space 2, une SPAC (société d'acquisition à but spécial) fondée par Gianni Mion, Sergio Erede, Carlo Pagliani et Edoardo Subert, où elle est présente dans les indices FTSE Italia STAR et FTSE Italia Mid Cap. À ce jour [Quand ?], les principaux actionnaires sont Leonardo S.p.A., avec 29,65 % du capital social, la société promotrice de la SPAC, Space Holding srl, avec 4,84 %, et la direction de la société, avec 4,07 % ; le reste est négocié sur le marché.

## Histoire de la société

### Les premières années de 1900
Dès le début du vingtième siècle, la société Fiat a commencé à étendre ses activités de l'industrie automobile à l'aéronautique et à la marine. L'aéronautique était encore à un niveau pionnier mais, comme d'autres entreprises mécaniques dans le monde, elle présentait un potentiel de développement intéressant dans le domaine civil. Les commandes de nouveaux avions étant en constante augmentation, ouvrant de nouvelles opportunités économiques pour l'entreprise, il a été jugé nécessaire de concevoir des moteurs spécialement étudiés pour les besoins spécifiques liés au vol et à l'optimisation et au maintien des performances à des altitudes de fonctionnement variables. Le premier moteur aéronautique, le Fiat SA 8/75, dérivé des voitures de course, a été produit en série en 1908. Il s'agissait d'un moteur 8 cylindres en V de 3,2 L, refroidi par air et délivrant 50 ch (37 kW). Entre-temps, l'idée d'utiliser le moteur dans le domaine de l'aviation militaire a commencé à faire l'objet d'hypothèses et d'expériences. C'est à cette époque que la première production en série de moteurs est lancée avec la production du Fiat A.10 : entre 1914 et 1915, 1 070 unités sont construites. L'utilisation définitive de l'aviation pour la guerre a été mise à l'épreuve par le déclenchement de la Première Guerre mondiale, qui a entraîné une augmentation considérable de la demande d'avions et de moteurs[4]. Afin de répondre de manière adéquate aux nouveaux besoins du marché, FIAT fonde en 1916 une nouvelle filiale qui prend le nom de Società Italiana Aviazione spécialisée dans la production de moteurs et d'avions complets, rebaptisée en 1918 Fiat Aviazione.
À Turin, outre les moteurs d'avion, Fiat diversifie sa production, toujours le long de la chaîne du moteur à combustion interne, avec la création en 1909 de Fiat San Giorgio pour les moteurs diesel marins, d'où découlera l'activité dans le domaine des moteurs industriels pour la production d'énergie. À Colleferro (ville métropolitaine de Rome), la société Bombrini-Parodi-Delfino BPD, créée à Gênes en 1912, s'est lancée dans la fabrication d'explosifs et de produits chimiques, dont serait issu le secteur spatial.
Dans le domaine aéronautique, les racines se ramifient à Brindisi, avec la SACA, et progressivement à de nombreuses entreprises, comme la CMASA à Marina di Pisa, fondée en 1921 par le designer allemand Claude Dornier en collaboration avec Rinaldo Piaggio et Attilio Odero.

### Des gros moteurs aux turbines
Dans l'histoire d'Avio, il est important de rappeler la présence dans la production de moteurs pour la production d'énergie électrique, dérivée de l'expérience dans le secteur des grands moteurs pour les navires.
L'étude des moteurs marins a été lancée chez Fiat dès 1903.
En 1926, à l'instigation de l'ingénieur Giovanni Chiesa, commence la production de moteurs avec des cylindres de 750 mm de diamètre, le maximum autorisé par les technologies de l'époque, ce qui permet d'augmenter la puissance des moteurs jusqu'à 4 500 ch. En 1971, la production de gros moteurs diesel commence à Trieste, dans une nouvelle usine née d'un accord de collaboration avec l'IRI.
Des moteurs marins destinés aux navires et aux sous-marins, la stratégie de diversification avait conduit, dès les années 1930, à l'entrée dans le domaine des moteurs diesel ferroviaires, tandis que les premiers moteurs destinés à la production d'énergie à usage industriel avaient déjà été expérimentés après la Première Guerre mondiale. Dans ce secteur, cependant, la nouveauté la plus significative est venue de nouvelles voies technologiques : la construction de turbines à gaz, qui a débuté par un accord de collaboration avec la société américaine Westinghouse Electric signé en 1954. L'expérience progressivement acquise dans ce domaine, ainsi que la plus grande disponibilité du méthane, ont permis de construire des dizaines de centrales électriques en Italie et à l'étranger.
L'affirmation de cette nouvelle technologie a conduit à la décision de quitter le secteur des gros moteurs diesel pour se concentrer sur les turbines à gaz. En 1973, Fiat crée Turbomeccanica Turbogas - TTG, dans laquelle sont concentrées toutes les activités de l'entreprise turinoise dans le secteur de l'énergie. La production a eu lieu dans ce qui était autrefois les usines Grandi Motori Fiat. En 1986, Fiat Aviazione a incorporé TTG et a développé ses activités jusqu'en 2001, date à laquelle elle l'a vendue à Siemens, réorientant ses activités navales et industrielles vers le développement de moteurs aérodérivés.

### Des explosifs aux propergols
L'initiative entrepreneuriale de l'ingénieur Leopoldo Parodi Delfino, soutenue par le sénateur Giovanni Bombrini et la volonté de l'État de doter le pays d'une capacité de production autonome dans le domaine chimique, a conduit à la création de l'usine BPD (Bombrini Parodi Delfino) à Segni Scalo, aujourd'hui un hameau de Colleferro.
C'est autour de l'usine, située dans une zone pauvre de la campagne romaine, qu'est née la ville de Colleferro, élevée au rang de municipalité par décret royal en 1935. La ville s'était développée au même rythme que les activités de production de BPD, qui s'étaient progressivement étendues des explosifs à de nombreux produits chimiques à usage agricole et industriel. Les usines s'étaient développées, attirant des travailleurs, pour lesquels la société fournissait un vaste complexe d'œuvres sociales.
Grâce à l'attention portée par la direction aux avantages de la recherche et de la diversification de la production, le centre d'essai de BPD est venu tester les premières fusées à poudre chimique en 1927.
Après la Seconde Guerre mondiale, sous l'impulsion du gendre et successeur du fondateur, Francesco Serra di Cassano, la production mécanique déjà entamée dans les années 1930 pour les activités de munitions est renforcée, tandis que le Centre d'essais intensifie ses expérimentations sur les propergols, en commençant par le lancement de fusées-sondes à plusieurs étages pour la recherche dans la haute atmosphère, réalisé au début des années 1960 sur le polygone de Salto di Quirra en Sardaigne.
En 1966, les succès obtenus avec les nouveaux ergols ont valu à BPD un contrat avec l'Organisation européenne de développement des lanceurs (ELDO) pour le développement et la production du moteur d'apogée pour le satellite de télécommunications ELDO-PAS. Cette première expérience, largement positive, a entraîné un développement rapide de l'activité dans le domaine des moteurs à propergol solide.
En 1968, BPD a été racheté par SNIA Viscosa, transformé en SNIA-BPD. Dans cette configuration d'entreprise, la branche BPD de SNIA a obtenu de l'ESA d'abord, en 1975, la mission de développement et de production des moteurs de séparation pour le lanceur européen Ariane, puis, en 1984, le contrat de production des propulseurs à propergol solide pour le lanceur lourd Ariane 5. Préparés depuis vingt ans à Colleferro, ils sont assemblés au Centre spatial guyanais, où opèrent les filiales Europropulsion et Regulus, créées en 1988. La branche BPD de SND a été créée en 1990.
En 1990, la branche BPD de la SNIA est passée à Gilardini, puis a été rachetée en 1994 par Fiat Aviazione, devenue entre-temps (depuis 1989) FiatAvio S.p.A.

### Des biplans aux jets
Après les premières conceptions pionnières de moteurs d'avion au début du XXe siècle, soutenues par Giovanni Agnelli et Guido Fornaca, directeur technique de Fiat, contre l'avis de conseillers trop frileux à l'égard des nouvelles technologies et des nouveaux domaines d'activité, la production aéronautique est lancée sur une base industrielle pendant la Grande Guerre, lorsqu'en 1916, en réponse à des commandes militaires, la Società Italiana Aviazione est créée, transformée en 1918 en Division Aviation de Fiat. Le premier moteur d'avion produit en série, le A.10, a été monté entre 1914 et 1915 sur de nombreux avions, dont le Farman MF 11, produit ultérieurement sous licence, et les trimoteurs de bombardement Caproni Ca.32 et Ca.33.
À la fin du conflit, les ressources techniques et de production accumulées pendant la guerre ont été dirigées vers le secteur naissant des avions commerciaux. La production d'avions complets, déjà entamée avec la série SP, s'intensifie après la guerre sous la direction du designer Celestino Rosatelli, qui commence sa collaboration avec Fiat en 1918. En une quinzaine d'années, Rosatelli conçoit de nombreux chasseurs et bombardiers des séries C.R. et B.R., tandis que grâce au bon niveau technique et à la fiabilité atteints par les moteurs, les avions Fiat parviennent à réaliser une série de records mondiaux. Dans le domaine des moteurs, le premier record en termes de puissance maximale est établi par l'A.14 de 700 ch, produit entre 1917 et 1919, qui permet en 1921 à la R.700 qui en est équipée d'atteindre 300 km/h aux commandes du pilote d'essai de la société, Francesco Brach Papa, suivi du record en termes de vitesse et d'endurance établi par le moteur Fiat AS.2 qui, monté sur l'hydrocock, atteint 300 km/h, qui, monté sur l'hydroptère Macchi M.20, établit le record de vitesse des hydravions et remporte la prestigieuse Coupe Schneider en Amérique en 1926, suivi d'un nouveau record de vitesse établi par Francesco Agello en 1934 sur un avion propulsé par le moteur Fiat AS.6 3 100 cv.
En 1926, avec l'acquisition de l'usine Ansaldo de Corso Francia, la section aviation de Fiat est intégrée à la Società Aeronautica d'Italia. En 1931, La Valette engage un jeune designer, Giuseppe Gabrielli, à la tête du bureau technique de l'aviation. Il y a ajouté le jeune designer Giacomo Mosso. En 1934, l'acquisition de CMASA marque l'entrée de Fiat dans la production d'hydravions. Une grande partie des réalisations des trente années suivantes sont liées au génie de Gabrielli, qui ne tarde pas à se manifester avec le G.2, un avion commercial à six places plus le pilote, destiné à la compagnie Avio Linee Italiane (détenue majoritairement par Fiat), qui peut se targuer d'innovations originales couvertes par pas moins de six brevets.
Alors que les investissements dans le secteur du transport de passagers et de marchandises se poursuivent, avec l'ouverture sur les routes européennes de lignes civiles utilisant des monoplans bimoteurs G.18 et APR 2, en 1937, dans l'usine CMASA de Marina di Pisa, est produit le Fiat G.50, le premier avion de combat monoplan pour la Regia Aeronautica, l'armée de l'air italienne.
En 1949, après avoir surmonté les incertitudes et les difficultés créées par la Seconde Guerre mondiale, les activités aéronautiques de Fiat sont réorganisées dans la section Aviation. Les retards de production qui s'étaient accumulés pendant les années d'autarcie furent rapidement comblés grâce à l'expertise technique qui s'était formée autour de Gabrielli et au nouveau climat de collaboration atlantique et intereuropéenne. Dès 1951, Gabrielli a conçu le Fiat G.80, le premier avion à réaction italien équipé d'un turboréacteur de Havilland Goblin.
Au début des années 1950, Fiat Aviazione a pu reprendre la production grâce aux commandes américaines, et elle a notamment été la seule société en Europe à obtenir une licence de l'OTAN pour construire le F-86K Sabre nord-américain. La société a signé des accords pour la production de composants de moteurs à réaction avec General Electric et Pratt & Whitney. En 1954, l'expérience acquise grâce à ces travaux permet à l'entreprise de participer à la compétition internationale annoncée par l'OTAN pour un chasseur tactique léger : le projet italien, baptisé G 91, obtient l'année suivante la commande de trois prototypes, à égalité avec les concurrents britanniques et français, dont il est alors le vainqueur avec la décision finale prise en 1958 : le G 91 est déclaré chasseur léger standard de l'OTAN sur la scène européenne, devenant l'avion italien le plus important de l'après-guerre, avec plus de 700 unités produites, la plupart exportées.
En 1961, Fiat Aviazione a assumé le rôle de maître d'œuvre italien pour l'avion F 104 G de l'OTAN. Elle a alors formé un partenariat avec Alfa Romeo Avio de Pomigliano d'Arco, qui faisait partie de Finmeccanica. Depuis le milieu des années 1950, sous la direction de l'ingénieur Stefanutti, Alfa Romeo Avio avait également intensifié sa collaboration dans le secteur des moteurs d'avion avec Rolls-Royce et General Electric. Dans la seconde moitié des années 1960, à la suite d'importantes commandes de Douglas DC-9 de la part de la compagnie aérienne nationale Alitalia, également contrôlée par l'IRI, une collaboration s'instaure entre McDonnell Douglas et Aerfer, la société de construction aéronautique et ferroviaire créée par Finmeccanica en 1950 sur une partie du centre aéronautique de Pomigliano.
En 1969, Fiat et Finmeccanica ont formé Aeritalia, à laquelle Fiat a cédé son activité aéronautique. Par la suite, grâce à diverses collaborations internationales, Pomigliano s'est spécialisée dans la production de composants pour la partie chaude des moteurs à réaction et dans la révision des moteurs à usage civil. Les activités de Fiat se sont plutôt concentrées sur les moteurs d'avion et les transmissions d'hélicoptères, qui ont été fusionnés en 1976 dans Fiat Aviazione, avec 3 700 employés et des centres de production à Turin et Brindisi.
Ce choix était cohérent avec l'évolution de l'industrie aéronautique mondiale, caractérisée par la formation de quelques grands groupes et par une spécialisation et une internationalisation croissantes : il en résultait une double nécessité, d'une part de mettre en place les partenariats indispensables pour réunir les ressources financières et les compétences technologiques requises par une production de plus en plus sophistiquée dans les domaines des matériaux, de l'électronique et des systèmes de sécurité, et d'autre part d'identifier les domaines de spécialisation dans lesquels jouer un rôle de premier plan au niveau mondial. Un facteur stratégique à l'origine du succès de Fiat Aviazione dans ces années-là est le programme d'amélioration du contrôle de la qualité.
Changeant de nom en 1989 pour devenir Fiat Avio, la société turinoise a collaboré aux avions Tornado et Harrier dans le domaine militaire, et Boeing et Airbus dans le domaine commercial, pour ne citer que les cas les plus importants dans les deux domaines.

### De 2000 à 2011
Avio a ainsi pu s'engager sur la voie d'une internationalisation croissante, se plaçant parmi les principaux acteurs mondiaux dans le domaine de la conception et de la production de composants et de modules pour la propulsion aérospatiale. La fondation d'Avio Polska en 2001 a été suivie, en 2005, par la création de DutchAero, avec l'acquisition de Phillips Aerospace.
En 2003, le groupe Fiat, aux prises avec la crise du secteur automobile, a vendu Fiat Avio S.p.A. à un consortium formé par le fonds américain The Carlyle Group (70 %) et Finmeccanica S.p.A. (30 %), qui a remporté la compétition face à la société française Snecma. Fiat Avio était alors évaluée à 1,5 milliard d'euros et a changé de nom pour devenir Avio S.p.A. En août 2006, le fonds britannique Cinven a annoncé l'acquisition d'Avio S.p.A. auprès de Carlyle pour une valeur totale de 2,57 milliards d'euros.
Avio S.p.A. était alors détenue par l'actionnaire unique BCV Investments S.C.A., une société immatriculée au Luxembourg qui était principalement détenue par des fonds traçables à la société britannique Cinven Limited (85 %) et à une société appartenant à Leonardo (15 %).

### Le spin-off en 2012
En décembre 2012, il a été annoncé qu'un accord avait été signé pour l'acquisition par General Electric de la division aéronautique d'Avio S.p.A. L'achat est matérialisé le 1er août 2013 pour un coût de 3,3 milliards d'euros et détermine la répartition entre la division spatiale d'Avio, qui continue d'être détenue par Cinven et Leonardo, et la division aéronautique de l'entreprise, qui prend le nom d'Avio Aero et devient ainsi une activité de GE Aviation désormais totalement indépendante du groupe Avio.

### De 2012 à aujourd'hui

#### Le lanceur Vega

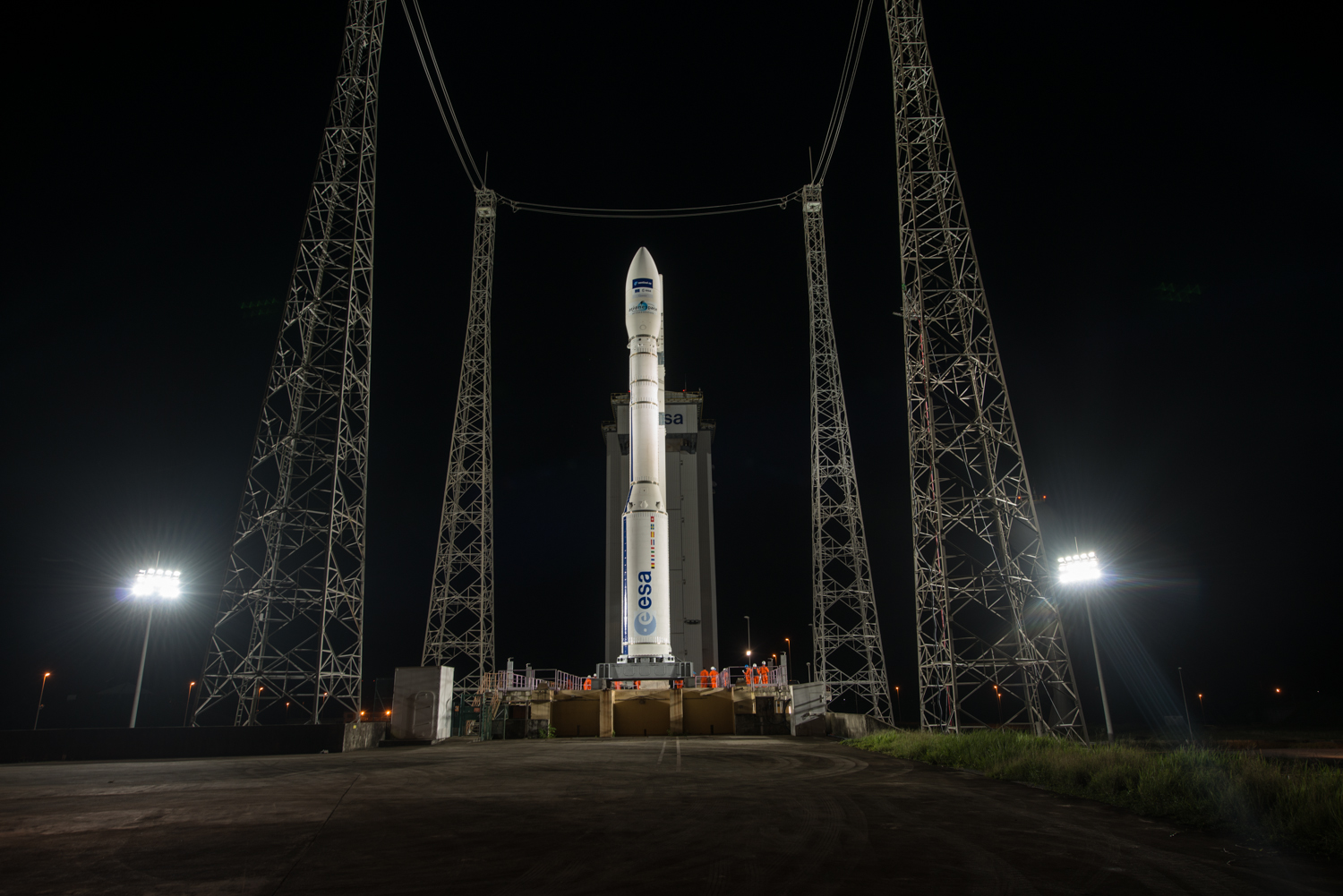

Le principal programme sur lequel Avio travaille est le lanceur léger européen Vega. La fusée est composée de quatre étages, les trois premiers étant équipés de moteurs à propergol solide et le dernier utilisant la propulsion liquide. Sa hauteur totale est d'environ 30 mètres, pour un diamètre maximal de 3 mètres. La charge maximale qu'elle peut transporter est de 1 500 kg en orbite polaire à une altitude d'environ 700 km.
Le vol inaugural de Vega a eu lieu en février 2012. À la suite du succès de ce premier lancement, le projet a pris de l'importance et le lanceur a effectué dix-huit vols, mettant en orbite différents types de cargaisons, dont de nombreux microsatellites pour divers clients privés, institutionnels et gouvernementaux. Avec la mission VV04, Vega a placé l'IXV (Intermediate eXperimental Vehicle), un prototype du Space Rider réutilisable européen, sur une trajectoire sub-orbitale.
Dans le cadre du programme Vega, Avio est actuellement maître d'œuvre pour la production de la nouvelle génération de lanceurs légers :
- Vega C[7], dont le lancement de qualification est réalisé en 2022[8] ;
- Vega E[9], pour lequel les activités d'études préliminaires ont démarré et les premiers essais ont été réalisés sur un prototype du moteur oxygène liquide-méthane M10 à échelle réduite en 2018[10] et un prototype à échelle réelle en 2020[11]. Le lancement de qualification est prévu pour 2027[12].

#### Les lanceurs Ariane 5 et Ariane 6
Le programme Ariane est né au début des années 1970 avec l'objectif de construire des lanceurs spatiaux optimisés pour les orbites de transfert géostationnaire sous le parrainage de l'ESA et d'Ariane Group, qui joue le rôle de maître d'œuvre dans ce projet.
Dans le cadre de ce programme, Avio a été impliquée dans le développement et la production de boosters et de moteurs de séparation d'étages depuis les années 1970. Actuellement, pour le programme Ariane 5, elle intervient en tant que sous-traitant pour le développement et la production de la turbopompe à oxygène liquide du moteur Vulcain 2 et du moteur à propergol solide P230, le booster utilisé comme premier étage dans une configuration double.
En ce qui concerne le nouveau lanceur européen mi-lourd Ariane 6, Avio est responsable du moteur à propergol solide P120C (commun au premier étage du Vega C), qui servira de booster au lanceur (en configuration double pour la version moyenne Ariane 62 et en configuration quadruple pour la version lourde Ariane 64), et de la turbopompe à oxygène liquide (LOX) pour le moteur Vinci.
Le lancement de qualification d'Ariane 6 a été réalisé le 9 juillet 2024.

#### Systèmes de propulsion à propergol solide pour missiles tactiques
En octobre 2013, Avio a signé un contrat avec MBDA, un consortium européen engagé dans la construction de missiles et de technologies de défense antimissile, pour la conception et la production du moteur du Camm ER (Common Anti-air Modular Missile Extended Range). Avio est également responsable du moteur du missile anti-aérien/anti-missile Aster 30.

#### Autres systèmes spatiaux

##### Space Rider
Le programme Space Rider prévoit la construction d'un module spatial réutilisable lancé par le lanceur Vega C, capable de tourner en orbite autour de la Terre pendant des semaines, puis de revenir à la surface de la Terre en atterrissant sur une piste d'atterrissage. Le programme, actuellement en phase de tests, vise 2027 pour la première mission. Le programme Space Rider a vu le jour lors de la conférence ministérielle de l'ESA en 2014, et Avio en est le co-contractant principal avec Thales Alenia Space.

##### Mission Hera
Avio a participé à la mission Hera de l'ESA, qui prévoit l'étude d'un astéroïde dans le but ultime de développer un système de défense spatiale contre d'éventuels futurs impacts d'astéroïdes sur la surface de la Terre[réf. nécessaire].

#### Inscription à la bourse
Le 1er avril 2017, Avio a officiellement réalisé la fusion avec Space2 et a obtenu l'autorisation nécessaire de la Consob pour son admission à la Bourse de Milan. En particulier, l'incorporation d'Avio dans Space2 a eu lieu avec l'acquisition de 85,68 % du capital social d'Avio par Space2, Leonardo S.p.A. et In Orbit SRL. La société a ensuite pris le nom d'Avio S.p.A.
Le 10 avril 2017, la cotation en bourse a eu lieu. À la suite de la transaction, Leonardo Finmeccanica a augmenté sa participation (de 14 % à environ 28 %); plus de 40 managers ont également rejoint l'actionnariat avec une participation d'environ 4 % par le biais de la société InOrbit srl.

### Filiales, joint-ventures et participations
Entre autres, Avio détient le contrôle ou des participations dans les sociétés suivantes :
- 70 % de SpaceLab, une coentreprise avec l'Agence spatiale italienne (ASI) pour le développement de nouveaux systèmes de propulsion.
- 60 % de Regulus, une société de droit français chargée du chargement des moteurs à propulsion solide sur la base spatiale de Guyane française
- 50 % d'Europropulsion, société commune avec ArianeGroup, chargée de l'intégration des lanceurs européens en Guyane.
- 3 % des actions de la société française Arianespace, prestataire européen de services de lancement, responsable de la vente et de la gestion des lanceurs européens Vega et Ariane.

### Direction
Giulio Ranzo occupe le rôle d'administrateur délégué depuis 2015, tandis que Roberto Italia occupe le rôle de président du conseil d'administration.

### SPTF à Perdasdefogu
Vers le début de 2020, la société a annoncé le début de la construction du Space Propulsion Test Facility à Perdasdefogu, un champ de tir avec banc d'essai où seront testés les futurs moteurs à ergols liquides.

## Production et activités
L'entreprise opère actuellement en Italie et à l'étranger à partir de son siège de Colleferro (Rome), et possède d'autres filiales en Campanie (Airola dans la province de Benevento), au Piémont (Rivalta dans la province de Turin) et en France (Métropole et Guyane) avec un total d'environ 1 000 employés.
Les principaux secteurs d'activité sont :
- conception, développement et production de lanceurs spatiaux (le lanceur Vega et son évolution Vega C) ;
- systèmes de propulsion à ergols solides et liquides pour les programmes Ariane 5 et Ariane 6) ;
- des systèmes de propulsion à propergol solide pour les missiles tactiques (Aster 30, Aspide, Marte et Camm-ER) ;
- les systèmes de propulsion à ergols liquides pour satellites ;
- recherche et développement.